# Борок (Батецький район)
Борок (рос. Борок) — присілок у Батецькому районі Новгородської області Російської Федерації.
Населення становить 79 осіб. Належить до муніципального утворення Мойкинське сільське поселення.

## Історія
До 1927 року населений пункт перебував у складі Новгородської губернії. У 1927-1944 роках перебував у складі Ленінградської області.
Орган місцевого самоврядування від 2010 року — Мойкинське сільське поселення.

## Населення
| 2010 |
| ---- |
| 79   |